# Miloš Mašek
Miloš Mašek (* 27. března 1945) je bývalý městský zastupitel, bývalý starosta Třebíče (2000–2006), předseda dozorčí rady Vodárenské akciové společnosti a předseda svazku obcí Vodovody a kanalizace.

## Biografie
Narodil se v roce 1945 v Třebíči. Pracoval jako předseda ZV Elitexu v Třebíči. Od roku 1998 byl zastupitelem města Třebíč, od roku 2000 do roku 2006 i starostou města. V roce 2005 obdržel Medaili skautské vděčnosti. Po roce 2006 již byl místostarostou a městským zastupitelem. Mezi tím byl předsedou dozorčí rady Vodárenské a.s. Byl jedním z aktérů tzv. kauzy Vídeňský rybník, měl napadnout redaktora ČT.